# 史大成
史大成（1621年—1682年），字及超，号立庵，浙江鄞县人。顺治十二年（1655年）汉榜状元，为清朝浙江第一位状元。

## 生平
殿试时，其考卷被主考官拟为第三（探花），顺治帝御览时，推崇其行文雅正，书法端庄秀丽，推其人品，于是钦定他为状元。授翰林院修撰，官至禮部左侍郎。有《八行堂诗文》。
浙江民间有谚，说浙江的状元在清朝是“始于史，终于钟。”恰巧，咸豐十年(1860年)浙江所出的最后一个状元名叫钟骏声，验证了“始于史，终于钟”的说法。